# Realia (empresa)
La Sociedad dominante se constituyó el 14 de agosto de 1997 como consecuencia de la escisión de Proyectos y Desarrollos Urbanísticos, S.A. (PRODUSA) en Produsa Este, S.L. y Produsa Oeste, S.L. En el año 2000 la Sociedad se transformó en Sociedad Anónima y cambió su denominación a Realia Business, S.A. Su domicilio social se encuentra en la actualidad en Paseo de la Castellana 216, Madrid.
En el 2007, la Junta General de Accionistas de la Sociedad aprobó la reestructuración del Grupo Realia, mediante la constitución de una nueva sociedad llamada Realia Patrimonio, S.L.U.
Realia tiene como objeto social la promoción, la gestión y la explotación de toda clase de bienes inmuebles y la actividad se estructura en dos áreas diferenciadas: patrimonio, desarrollando y explotando en alquiler edificios de oficinas y centros comerciales propios y prestando servicios de gestión patrimonialista para terceros; y promoción, desarrollando proyectos de promoción de viviendas y gestión urbanística de nuestra cartera de suelo y prestando servicios de gestión de promociones para terceros.

## Accionariado
| Empresa                | Derechos de voto | Sociedad propietaria          | Derechos de voto | Control | Sociedad propietaria                        | Derechos de voto | Control |
| ---------------------- | ---------------- | ----------------------------- | ---------------- | ------- | ------------------------------------------- | ---------------- | ------- |
| Esther Koplowitz       | 30,023%          | FCC                           | 30,023%          | 53,829% | -                                           | 27,204%          | -       |
| Esther Koplowitz       | 30,023%          | FCC                           | 30,023%          | 53,829% | Asesoría Financiera y de Gestión, S.A.      | 2,418%           | 100%    |
| Esther Koplowitz       | 30,023%          | FCC                           | 30,023%          | 53,829% | Corporación Financiera Hispánica, S.A.      | 0,401%           | 100%    |
| Caja Madrid            | 27,651%          | Banco Financiero y de Ahorros | 27,651%          | 52,06%  | Corporación Financiera de Caja Madrid, S.A. | 27,651%          | 100%    |
| Luis Canales Burguillo | 5,020%           | Inmobiliaria Lualca, S.L.     | 5,020%           | 100%    | -                                           | -                | -       |
| Interprovincial, S.L.  | 5,007%           | -                             | -                | -       | -                                           | -                | -       |
| Grupo Pra S.A.         | 5,004%           | -                             | -                | -       | -                                           | -                | -       |